# Остров Джованни
«Остров Джованни» (яп. ジョバンニの島 дзёбанни но сима, Giovanni no Shima) — полнометражный анимационный фильм режиссёра Нисикубо Мидзухо. Премьера фильма состоялась 22 февраля 2014 года. Картина входила в официальную конкурсную программу Московского международного кинофестиваля. Она была показана 22 июня 2014.
Аниме, по утверждению создателей, основано на реальной истории.

## Сюжет
Действие происходит в 1945 году. История повествует о двух братьях, детях японского офицера Дзюмпэе и Канте, которые живут на острове Шикотан, вскоре после завершения Второй мировой войны.
После того как Курилы вошли в состав СССР, на остров стали переезжать дети красноармейцев. Главные герои знакомятся с дочкой советского офицера, Таней, семья которой поселилась в их доме. Японцев вынудили ночевать в конюшне. Их школа находящаяся на острове была разделена пополам: для детей японцев и детей русских.
Советское руководство решило заморить находящихся на острове японцев голодом, заставляя отдать остатки риса. Тацуо (отец мальчиков) и Савако (учительница) прячут его в тайной пещере в чащах острова, свидетелями чего во время прогулки становятся Дзюмпэй и Таня. Таня обещает молчать. В это же время дядя главных героев, Хидэо, хочет продать последний рис на материке, но дед мальчиков и Тацуо возражают. Хидэо просит Дзюмпэя подать ему ночью сигнал распалив костер, мальчик соглашается и берет с собой Таню которая утверждает что пограничные советские корабли не приплывут. Дзюмпэй видит лодку Хидэо и разжигает костер, но его накрывает пулемётной очередью советский катер.
После неудачной попытки перевезти рис, дядя и отец Дзюмпэя были арестованы НКВД. Мальчик винит во всем Таню, но та повторяет, что молчала. Тацуо отправили в лагерь на Сахалин. После чего было принято решение депортировать всех японцев с острова. Дед главных героев, чувствуя приближающуюся смерть, принял решение встретить её на лодке в море. И уже на корабле Дзюмпэй, Канта и Савако, встретив Хидэо, узнают что это он выдал место, где они хранили рис, и Дзюмпэй, видя на прибрежных скалах Таню кричит, прося у неё прощения.
Корабль прибывает в Холмск, дети депортированных страдают от антисанитарии и цинги. Внезапно Хидэо говорит, что узнал, где находится его брат, и что до этого лагеря можно добраться на поезде. Мальчики сбегают, по дороге их догоняют Хидэо и Савако и принимают решение увидеться с отцом, а потом быстро вернуться в Холмск.
Добравшись до лагеря они при помощи корейской женщины, работавшей там кухаркой, увиделись с отцом мальчиков, но Канта, заболевший туберкулезом, привлекает внимание охраны, и их заключают. Советское руководство решает отправить их из Холмска в Саппоро, Канта умирает, и Дзюмпэй, Хидэо и Савако садятся на корабль.
Спустя полвека Дзюмпэй и Савако посещают Шикотан. Дзюмпэй встречает дочь и внучку Тани, узнав от них, что сама Таня умерла год назад. После чего японцы и русские танцуют под песню Дорогой длинною.

## Роли озвучивали
- Масатика Итимура — Тацуо Сэно
- Юкиэ Накама — Савако
- Кота Ёкояма — Дзюмпэй Сэно
- Дзюнъя Таниай — Канта Сэно
- Канако Янагихара — Мит-тян
- Юсукэ Сантамария — Хидэо
- Сабуро Китадзима — Гэндзо Сэно
- Хироси Инудзука — Староста
- Тацуя Накадай — Дзюмпэй Сэно
- Полина Ильюшенко — Таня

## Награды
- Специальное упоминание — Международный фестиваль анимационных фильмов в Анси-2014
- Сахалинский фестиваль «Край света»